# Décès en 981
Décès
- 977
- 978
- 979
- 980
- 981
- 982
- 983
- 984
- 985

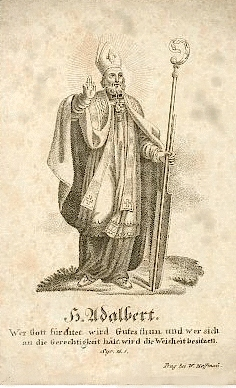
Adalbert de Magdebourg, mort en 981.

Cette page dresse une liste de personnalités mortes au cours de l'année 981 :

## Jour connu
- 2 février : Ælfstan, évêque de Ramsbury.
- Mars : Pandolf Ier, Tête de Fer, prince de Bénévent[1].
- 20 juin[2] : Adalbert de Magdebourg, premier archevêque de Magdebourg et apôtre des Slaves et des Russes.
- 13 août : Gyeongjong, 5e roi de Goryeo.

## Jour inconnu
- Hoël Ier de Bretagne, comte de Nantes et duc de Bretagne.
- Xue Juzheng (en), historien chinois.
- Olaf Kvaran, ou Olaf Sihtricson, roi de Dublin et roi du royaume viking d'York.
- Pandolf Tête de Fer, prince de Capoue, de Bénévent, duc de Spolète et de Camerino, prince de Salerne.
- Slavník (en), noble de Bohême.
- Wigger I (en), noble allemand.

## Crédit d'auteurs
- Cet article est partiellement ou en totalité issu de l'article intitulé « 981 » (voir la liste des auteurs).